# Liste der Baudenkmale in Schapen
In der Liste der Baudenkmale in Schapen sind alle Baudenkmale der niedersächsischen Gemeinde Schapen aufgelistet. Die Quelle der Baudenkmale ist der Denkmalatlas Niedersachsen. Der Stand der Liste ist der 13. August 2022.

## Allgemein
In den Spalten befinden sich folgende Informationen:
- Lage: die Adresse des Baudenkmales und die geographischen Koordinaten. Kartenansicht, um Koordinaten zu setzen. In der Kartenansicht sind Baudenkmale ohne Koordinaten mit einem roten Marker dargestellt und können in der Karte gesetzt werden. Baudenkmale ohne Bild sind mit einem blauen Marker gekennzeichnet, Baudenkmale mit Bild mit einem grünen Marker.
- Bezeichnung: Bezeichnung des Baudenkmales
- Beschreibung: die Beschreibung des Baudenkmales. Unter § 3 Abs. 2 NDSchG werden Einzeldenkmale und unter § 3 Abs. 3 NDSchG Gruppen baulicher Anlagen und deren Bestandteile ausgewiesen.
- ID: die Objekt-ID des Baudenkmales
- Bild: ein Bild des Baudenkmales, ggf. zusätzlich mit einem Link zu weiteren Fotos des Baudenkmals im Medienarchiv Wikimedia Commons. Wenn man auf das Kamerasymbol klickt, können Fotos zu Baudenkmalen aus dieser Liste hochgeladen werden:

| Lage                                                 | Bezeichnung                                              | Beschreibung | ID       | Bild           |
| ---------------------------------------------------- | -------------------------------------------------------- | ------------ | -------- | -------------- |
| Am Markt 2 52° 24′ 11″ N, 7° 33′ 33″ O               | Gaststätte                                               |              | 35938755 | BW             |
| Am Markt 2 52° 24′ 11″ N, 7° 33′ 31″ O               | Wirtschaftshof                                           |              | 35938814 | BW             |
| Am Markt 3 52° 24′ 11″ N, 7° 33′ 35″ O               | Wohnhaus                                                 |              | 35938784 | BW             |
| Am Markt 3 52° 24′ 11″ N, 7° 33′ 34″ O               | Scheune                                                  |              | 35939096 | BW             |
| Am Markt 5 52° 24′ 12″ N, 7° 33′ 32″ O               | Kriegerdenkmal                                           |              | 35937908 | BW             |
| Am Markt 5 52° 24′ 13″ N, 7° 33′ 32″ O               | Haus Cromme (Wohn-/ Wirtschaftsgebäude)                  |              | 35938669 | BW             |
| Am Markt 5 52° 24′ 14″ N, 7° 33′ 33″ O               | Haus Cromme (Nebengebäude)                               |              | 35938943 | BW             |
| Am Markt 5 52° 24′ 13″ N, 7° 33′ 32″ O               | Haus Cromme (Baumbestand)                                |              | 35939197 | BW             |
| Beestener Straße 5 52° 24′ 11″ N, 7° 33′ 24″ O       | Wohn-/ Wirtschaftsgebäude                                |              | 35937934 | BW             |
| Beestener Straße 5 52° 24′ 10″ N, 7° 33′ 23″ O       | Scheune                                                  |              | 35939124 | BW             |
| Borkener Straße 8 52° 23′ 43″ N, 7° 34′ 2″ O         | Wohnhaus mit Töpferei                                    |              | 35937851 | BW             |
| Brookweg 1 52° 23′ 31″ N, 7° 32′ 36″ O               | Wegekreuz                                                |              | 35938617 | BW             |
| Brookweg 1 52° 23′ 31″ N, 7° 32′ 36″ O               | Einfriedung                                              |              | 35939146 | BW             |
| Crommestraße 52° 24′ 1″ N, 7° 33′ 12″ O              | Wegekapelle                                              |              | 35937960 | BW             |
| Frerener Straße 4 52° 24′ 43″ N, 7° 33′ 22″ O        | Wohn-/ Wirtschaftsgebäude                                |              | 35937777 | BW             |
| Hopstener Straße 4 52° 24′ 12″ N, 7° 33′ 41″ O       | Wohnhaus                                                 |              | 35938012 | BW             |
| Hopstener Straße 4 52° 24′ 12″ N, 7° 33′ 41″ O       | Wirtschaftsgebäude                                       |              | 35938041 | BW             |
| Hopstener Straße 17 52° 24′ 9″ N, 7° 33′ 54″ O       | Wohnhaus                                                 |              | 35938643 | BW             |
| Hopstener Straße 17 52° 24′ 9″ N, 7° 33′ 53″ O       | Nebengebäude                                             |              | 35938919 | BW             |
| Hopstener Straße 17 52° 24′ 8″ N, 7° 33′ 55″ O       | Baumbestand                                              |              | 35939221 | BW             |
| Hopstener Straße 32 52° 24′ 1″ N, 7° 34′ 25″ O       | Gaststätte Wilmer                                        |              | 35938125 | BW             |
| Hopstener Straße 32 52° 24′ 1″ N, 7° 34′ 26″ O       | Gaststätte Wilmer (Anbau)                                |              | 35938892 | BW             |
| Im Toschlag 2 52° 24′ 8″ N, 7° 34′ 3″ O              | Töddenhaus                                               |              | 35937823 | BW             |
| Im Toschlag 2 52° 24′ 8″ N, 7° 34′ 2″ O              | Töddenhaus (Brunnen)                                     |              | 35939171 | BW             |
| Im Toschlag 2 52° 24′ 8″ N, 7° 34′ 2″ O              | Töddenhaus (Baumbestand)                                 |              | 35939270 | BW             |
| In der Laake 7 52° 24′ 16″ N, 7° 33′ 19″ O           | Backhaus                                                 |              | 35937985 | BW             |
| Kirchhofstraße 7 52° 24′ 35″ N, 7° 33′ 6″ O          | Kirche                                                   |              | 35937879 | Weitere Bilder |
| Kirchhofstraße 7 52° 24′ 35″ N, 7° 33′ 4″ O          | Kirchhof                                                 |              | 35938996 | BW             |
| Kirchstraße 52° 24′ 0″ N, 7° 33′ 32″ O               | Glockenturm                                              |              | 35938276 | BW             |
| Kirchstraße 52° 24′ 0″ N, 7° 33′ 32″ O               | Baumkranz                                                |              | 35939347 | BW             |
| Kirchstraße 52° 24′ 1″ N, 7° 33′ 31″ O               | Türsturz                                                 |              | 35938864 | BW             |
| Kirchstraße 52° 24′ 1″ N, 7° 33′ 31″ O               | Kreuz                                                    |              | 35939297 | BW             |
| Kirchstraße 1 52° 24′ 1″ N, 7° 33′ 33″ O             | Wohnhaus                                                 |              | 35938248 | BW             |
| Kirchstraße 3 52° 24′ 3″ N, 7° 33′ 34″ O             | St. Ludgerus (Kirche)                                    |              | 35938248 | Weitere Bilder |
| Kirchstraße 3 52° 24′ 3″ N, 7° 33′ 36″ O             | St. Ludgerus (Kirchengarten)                             |              | 35939021 | BW             |
| Kirchstraße 3 52° 24′ 4″ N, 7° 33′ 33″ O             | St. Ludgerus (Einfriedung)                               |              | 35939245 | BW             |
| Kolpingstraße 34 52° 23′ 54″ N, 7° 33′ 4″ O          | Hof Vaal (Scheune)                                       |              | 35938508 | BW             |
| Koppelweg 4 52° 24′ 12″ N, 7° 33′ 51″ O              | ehem. Apotheke                                           |              | 35938559 | BW             |
| Koppelweg 4 52° 24′ 12″ N, 7° 33′ 51″ O              | ehem. Apotheke (Nebengebäude)                            |              | 35938970 | BW             |
| Pastor-Bleckmann-Straße 1 52° 24′ 2″ N, 7° 32′ 45″ O | Altes reformiertes Pfarrhaus (Wohn-/ Wirtschaftsgebäude) |              | 35938153 | BW             |
| Pastor-Bleckmann-Straße 1 52° 24′ 2″ N, 7° 32′ 44″ O | Altes reformiertes Pfarrhaus (Brauhaus)                  |              | 35938186 | BW             |
| Zur Handelsschule 2 52° 24′ 20″ N, 7° 33′ 38″ O      | ehem. Hüberts’sche Handelsschule                         |              | 35938331 | BW             |
| Zur Handelsschule 4 52° 24′ 21″ N, 7° 33′ 38″ O      | ehem. Hüberts’sche Handelsschule (Saalbau)               |              | 35938361 | BW             |
| Zur Handelsschule 11 52° 24′ 20″ N, 7° 33′ 34″ O     | ehem. Hüberts’sche Handelsschule (Turnhalle)             |              | 35938391 | BW             |
| Zur Handelsschule 13 52° 24′ 20″ N, 7° 33′ 36″ O     | ehem. Hüberts’sche Handelsschule (Domhardt)              |              | 35938451 | BW             |
| Zur Handelsschule 15 52° 24′ 23″ N, 7° 33′ 35″ O     | ehem. Hüberts’sche Handelsschule                         |              | 35899345 | BW             |
| Zur Mühle 10 52° 23′ 16″ N, 7° 33′ 18″ O             | Autmarings Mühle                                         |              | 35938589 | BW             |
| Zur Mühle 10 52° 23′ 20″ N, 7° 33′ 18″ O             | Hofkreuz                                                 |              | 35939046 | BW             |